# ایریژنین
ایریژنین (به انگلیسی: Irigenin) با فرمول شیمیایی C۱۸H۱۶O۸ یک ترکیب شیمیایی با شناسه پاب‌کم ۵۴۶۴۱۷۰ است. که جرم مولی آن ۳۶۰٫۳۱ g/mol می‌باشد. 